# یوریکو کوایکه
یوریکو کوایکه (به ژاپنی: 小池 百合子, Koike Yuriko)؛ زادهٔ ۱۵ ژوئیهٔ ۱۹۵۲) یک سیاستمدار ژاپنی است که در حال حاضر از سال ۲۰۱۶ به عنوان فرماندار توکیو خدمت می‌کند. او در سال ۱۹۷۶ از دانشگاه آمریکایی در قاهره فارغ‌التحصیل شد و عضو مجلس نمایندگان ژاپن بود از سال ۱۹۹۳ تا سال ۲۰۱۶، زمانی که او برای نامزدی فرمانداری توکیو استعفا داد.
وی همچنین برندهٔ جوایزی همچون فهرست قدرتمندترین زنان جهان نشریه فوربز، تایم ۱۰۰ شده‌است.